# Chromi(III) iodide
Chromi(III) iodide, còn được gọi với cái tên khác là chromi triodide, là một hợp chất vô cơ có công thức hóa học CrI3. Hợp chất này là một chất rắn màu đen được sử dụng để điều chế các hợp chất chromi khác. Hợp chất này cũng là một chất vô định hình, tương tự như chromi(III) chloride (CrCl3), nó thể hiện một sự sắp xếp chặt chẽ trong hình khối trong một mạng tinh thể hai lớp, trong đó chromi có cấu trúc bát diện.

## Điều chế và tính chất
Chromi(III) iodide được điều chế bằng phản ứng trực tiếp của kim loại chromi với lượng iod dư. Phản ứng này xảy ra ở 500 ℃:
2Cr + 3I2 → 2CrI3
Để thu được hợp chất chromi(III) iodide có độ tinh khiết cao, sản phẩm được phân hủy ở nhiệt độ 700 ℃ để tăng khả năng oxy hóa cho chromi(II).
Ở nhiệt độ phòng, chromi(III) iodide ổn định trong tiếp xúc với oxy và độ ẩm, nhưng ở nhiệt độ gần 200 ℃ nó phản ứng với oxy và giải phóng iod. Giống như CrCl3, triodide có độ hòa tan ít trong nước do sự trơ tính động học của Cr(III). Bổ sung một lượng nhỏ ion chromi(III) giúp làm tăng quá trình hòa tan. Dạng nonahydrat, CrI3·9H2O tan được trong nước.

## Hợp chất khác
CrI3 còn tác dụng với NH3 ở điều kiện thích hợp để tạo một trong các chất sau:
- CrI3·4NH3·2H2O – chất rắn màu hoa hồng đỏ;[1]
- CrI3·5NH3·H2O – chất rắn màu vàng;[1]
- CrI3·6NH3 – chất rắn màu vàng.[6]

CrI3 cũng có thể tác dụng với CO(NH2)2 để tạo CrI3·6CO(NH2)2 là tinh thể màu lục, độ hòa tan trong nước ở 20 °C (68 °F; 293 K) là 0,075 mol/L.